# Showroom

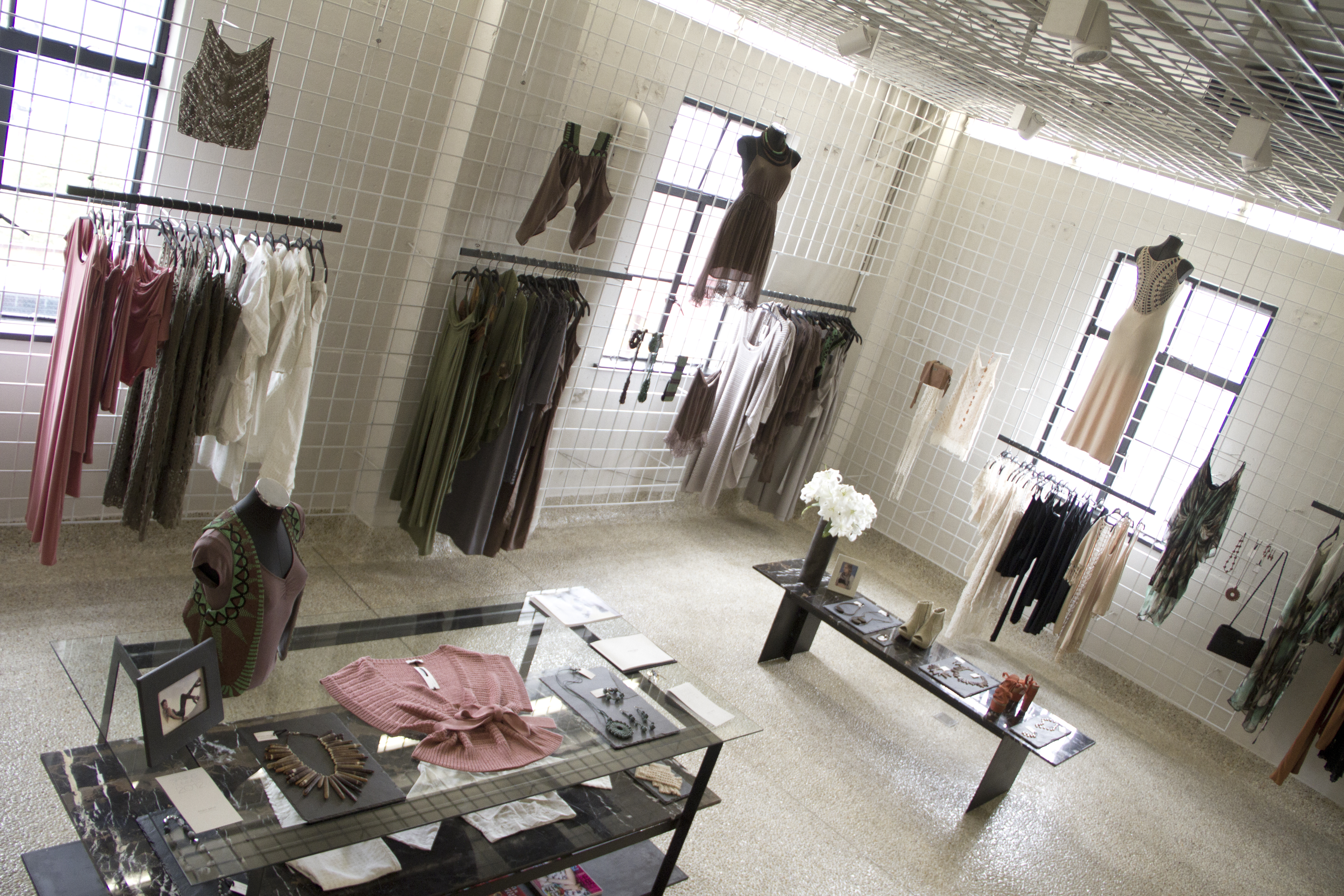
Showroom de una tienda de ropa.

Se llama showroom, sala de exposición o, abreviadamente, exposición a un espacio donde el vendedor o fabricantes exponen sus novedades a los compradores. El término es un barbarismo del inglés.
Los showrooms son característicos del mundo de la moda, si bien su empleo se ha extendido a otros sectores como el mobiliario y la decoración de interiores. También son conocidos en el ámbito tecnológico y la automoción. Se trata de espacios abiertos en los que los diseñadores o fabricantes exponen sus nuevas colecciones con objeto de darlas a conocer a compradores y consumidores. Se utiliza el término en la industria del calzado, joyería y moda en general. Se está ampliando al sector inmobiliario y, especialmente, a la automoción. 
Los showrooms pueden ser espacios de exposición permanente o temporal y pueden estar dirigidos exclusivamente a profesionales (periodistas especializados o compradores) o al público en general. En cualquiera de los casos, se pueden ubicar en las sedes de los propios diseñadores o en espacios habilitados al efecto. Tampoco faltan en las ferias y desfiles de moda. En el caso de la moda, cuentan con una o varias salas con maniquíes o percheros en que se cuelgan las prendas, así como material promocional y medios audiovisuales en que se presentan desfiles o campañas de publicidad. 
Debido a las restricciones impuestas por el COVID-19, la práctica de realizar showrooms presenciales tuvo que adaptarse a la situación de confinamiento. En el ámbito B2B, tanto las marcas de moda como otros sectores con amplias referencias de productos, han comenzado a utilizar herramientas digitales que reproducen en remoto el muestrario de productos. Este tipo de aplicaciones son interactivas e integran otras externas para organizar reuniones presenciales en torno al catálogo de la marca. 
El smart showroom o digital showroom es una alternativa sostenible aplicada al canal wholesales. Su empleo surge como simulación de la reunión presencial de ventas, reduciendo los costes de desplazamientos e incorporando nuevas funcionalidades como la elaboración personalizada del catálogo, la inclusión de material de marketing o la exportación de solicitudes de pedidos. Permite reducir hasta un 30 % los costes de comercialización en el canal de distribución, reduciendo los tiempos de venta y mejorando la experiencia de compra gracias al entorno digital. Su uso no elimina el componente humano del proceso comercial, sino que también reduce el tiempo en la realización de tareas administrativas y repetitivas, y permite reforzar el proceso de presentación y recomendación de producto. 
Este tipo de desarrollos SaaS pueden ubicarse en la nube y son realizados por desarrolladores especializados en este tipo de herramientas B2B, pudiéndose adquirir una versión personalizada u otras más estándar, con costes más asequibles. Su integración es abierta y se adaptan a los ERP o gestores propios de las marcas vía API. 
Otro elemento destacable, es la posibilidad de utilizar un Smart Showroom en eventos físicos como Ferias, Pop-up Stores o Showrooms mediante pantallas interactivas de gran formato. Esto permite aunar por un lado las ventajas del online (muestrario digital, interacción y selección mediante navegación en pantallas) y la parte física (interacción de clientes con el catálogo y la selección asistido por agentes), generando una experiencia de compra más atractiva y ágil. Se convierte así en una herramienta complementaria a la reunión presencial, pudiéndose emplear grandes pantallas táctiles para aportar información adicional de los modelos expuestos en la tienda física o showroom presencial, así como realizar las preselecciones de productos, exportar catálogos personalizados, etc. 

El Smart Showroom reduce los costes de gestión del ciclo comercial disminuyendo los desplazamientos y la logística asociada a las muestras. Todo ello implica que el Smart ShowRoom se convierta en aliado clave en la sostenibilidad de la cadena del sector retail.
- Datos: Q2094773
- Multimedia: Showrooms (marketing location) / Q2094773